# Csillagkapu: Continuum
A Csillagkapu: Continuum, angolul: Stargate: Continuum, kanadai-amerikai science fiction film a Csillagkapu című sci-fi televíziós sorozat második folytatása, mely a Csillagkapu: Az igazság ládája című filmet követi. Mindkét Csillagkapu-film csak DVD megjelenésre készült az MGM Home Entertainment forgalmazásában. Írója Brad Wright, rendezte Martin Wood. A film felsorakoztatja a sorozat 10. évadának szereplőit, kiegészülve Richard Dean Andersonnal. A produkció 2007 elején készült Vancouver Bridge Stúdiójában illetve az Északi-sarkon. A történet nyomon követi a CSK-1-et küldetésükön, melynek célja, hogy visszaállítsák azt az eredeti idővonalat, melyet Ba'al változtatott meg a Csillagkaput szállító Achilles nevű hajó megbénításával.
Miközben a CSK-1 és Jack O’Neill részt vesz Ba’al, az utolsó Goa’uld rendszerúr szimbiótájának eltávolítási ceremóniáján, utolsó szavaival baljós figyelmeztetést közöl a CSK-1-gyel. Eközben az igazi Ba'al visszautazik az időben 1939-be, és tetteivel olyan alternatív idővonalat hoz létre, melyben a Földnek sosem volt Csillagkapuja. Ezután az eredeti idővonal eseményeiből szerzett tudása segítségével átveszi a hatalmat az egész Goa’uld Birodalom fölött.
A film pozitív fogadtatásra lelt az előző Csillagkapu-filmhez képest, bár egyaránt kapott dicséretet és bírálatot mind a hangulat, a történet, a szereplők és a jelenetek miatt is. A felvételek 7 millió dollárból készültek, és eddig elért bevétele valamivel 8 millió dollár fölött van, ami kevesebb, mint Az igazság ládája által hozott 13 millió dolláros összbevétel.
A film 2008. július 29-én jelent meg DVD-n és Blu-ray-en, majd 2009. április 3-án került műsorra a Sci-Fi Channel csatornán.

## Cselekmény
|  | Alább a cselekmény részletei következnek! |

A CSK-1 és Jack O’Neill (Richard Dean Anderson) meghívást kap a Tok’ra anyabolygóra Ba'al (Cliff Simon), az utolsó Goa’uld rendszerúr szimbiótájának eltávolítási ceremóniájára. Ba'al figyelmezteti a CSK-1-et, hogy ő az utolsó Ba'al-klón és hogy az igazi Ba'al éppen a biztonsági terv megvalósításán dolgozik. Visszautazik az időben 1939-be és lemészárolja az Achilles nevű hajó legénységét, mely a Csillagkaput szállítja az Egyesült Államokba. A hajó kapitányának – aki Cameron Mitchell nagyapja – sikerül elég sokáig kitartania, hogy megmentse a hajót a pusztulástól, a jaffák által hozott bombát az óceánba dobja. Az események hatására a jelenben emberek és tárgyak kezdenek eltűnni, köztük Vala Mal Doran (Claudia Black) és Teal’c (Christopher Judge) is. Jacket megöli Ba'al, majd a csapat a Csillagkapu felé menekül. A féregjárat az Achilles gyomrába viszi őket, mely az Északi-sark környékén befagyott az 1939-ben történtek óta.
Miután sikerül kijutniuk az egyre bizonytalanabb állapotban lévő hajóból, szétválni kényszerülnek. Daniel lábának fagyása miatt nem tarthat velük, Sam és Mitchell segítségért indulnak. Jack O'Neill ezredes és emberei mentik meg őket, ezután hosszas magyarázkodások következnek arról, hogy kik ők és hogyan kerültek az Északi-sarkra. Ebben az idővonalban Cameron Mitchellről nem hallott senki, Daniel Jackson egy meg nem értett tudós, Samantha Carter űrhajós pedig nemrégiben vesztette életét. Hank Landry tábornok láthatóan elhiszi történetüket, ám megtiltja, hogy megpróbálják visszaállítani az idővonalat. Mindhármukat szabadon engedik új személyazonossággal, azonban egymástól és hadsereggel, asztrofizikával, űrhajózással kapcsolatos foglalkozástól eltiltják, valamint az Államok különböző részein kapnak otthont.
Egy év elteltével a CSK-1-et visszahívják, amikor goa'uld űrhajók tűnnek fel a Föld közelében. Ba'al legyőzte a rendszerurakat és következő célja a Föld meghódítása, oldalán Qetesh (ezúttal is Vala gazdatestében) királynővel és első harcosával, Teal'c-kel. A csapatot Henry Hayes elnök (William Devane) és George Hammond tábornok elé vezetik, és megtudják, hogy kihallgatásaik aktái alapján megtalálták az antarktiszi kaput és felfedezték az Ősök bázisát is. A CSK-1 a Teonasra indul, hogy megszerezzenek egy ZPM-et (Zéró Pont Modul), ami energiával láthatja el az Ősök bázisán lévő fegyverplatformot, hogy megvédjék vele a Földet a goa'uld támadástól. Közben Föld körüli pályán Ba'al gyülekezik a legyőzött rendszerurakkal és seregeikkel. Leigázott társai bosszantására Ba'al bejelenti, hogy nem pusztítja el Földet, ám Qetesht is maga ellen fordítja. A királynő kiszedi Ba'alból a titkát, majd megöli őt, ezután utasítja a seregeket, hogy pusztítsák el a McMurdo bázist, ahol az ősök fegyvere található. Teal'c szemtanúja lesz Qetesh árulásának, és egy Al'keshen elmenekül. Qetesh ekkor elrendeli az egész Föld bombázását, ő maga pedig Ba'al időgépe felé tart.
A McMurdo bázis elpusztításának hírére a CSK-1 Oroszország felé veszi az irányt, mivel ők találták meg és hozták felszínre az óceánba süllyedt Csillagkaput. Az orosz bázisra érkezik Teal'c is, célja, hogy a Csillagkaput segítségével Qetesh előtt érjen az időgéphez, és bosszút állhasson az áruló királynőn. Közös céljuk elérése miatt a CSK-1 és Teal'c együtt lépnek át a kapun, ahol egy szuperkompjútert találnak, mely a közeledő napkitöréseket jelzi előre. Csak ki kell várniuk egy megfelelő alkalmat, és visszatérhetnek 1939-be, hogy Ba'al beavatkozását megakadályozzák. Azonban Qetesh jaffái rájuk támadnak, és emiatt kénytelenek egy 1929-be jutó féregjáraton át menekülni. Az összecsapásban Daniel, Sam és Teal'c is elesik, Mitchell egyedül lép át a kapun, miközben Teal'c utolsó erejével elpusztítja Qetesht és az időgépet is.
Újabb tíz év eltelte után Mitchell az Achilles legénységének tagja, és embereivel együtt megöli Ba'alt, amint átlépnek a Csillagkapun.
A jelenben a CSK-1 – mit sem tudva a korábbi eseményekről – Ba'al szimbiótájának eltávolítási ceremóniáján vesz részt, mely ezúttal sikerrel befejeződik, az utolsó rendszerúr elpusztul. Visszatérve a Csillagkapu Parancsnokságra Daniel azon gondolkozik, vajon mit érthetett Ba'al a „biztonsági terv” alatt, ám nem sokáig rágódnak ezen. A film zárójelenetében Mitchell szekrényében egy fényképet láthatunk, melyen idősebb alternatív énje és nagyapja áll.
|  | Itt a vége a cselekmény részletezésének! |

## Szereplők
- Ben Browder – Cameron Mitchell ezredes, valamint Mitchell nagyapja, az Achilles kapitánya Magyar hangja: Bozsó Péter/Pálfai Péter
- Amanda Tapping – Samantha Carter ezredes Magyar hangja: Spilák Klára
- Christopher Judge – Teal’c Magyar hangja: Bognár Tamás)
- Michael Shanks – Dr. Daniel Jackson Magyar hangja: Holl Nándor
- Beau Bridges – Hank Landry tábornok Magyar hangja: Uri István
- Claudia Black – Vala Mal Doran és Qetesh Magyar hangja: Makay Andrea
- Richard Dean Anderson – Jack O'Neill tábornok és ezredes Magyar hangja: Csernák János
- William Devane – Henry Hayes elnök Magyar hangja: Szersén Gyula
- Cliff Simon – Ba’al Magyar hangja: Sztarenki Pál
- Don S. Davis – George Hammond tábornok Magyar hangja: Papp János

## Forgatás
A Stargate: Continuum írója Brad Wright, rendezője Martin Wood. A film néhány jelenetét már 2007 márciusában felvették, de a forgatás hivatalosan 2007. május 22-én indult a vancouveri Bridge Stúdióban. A film 7 millió dollárból készült. Annak köszönhetően, hogy a forgatást elhalasztották, amíg a Csillagkapu: Atlantisz 5. évadja műsorra nem került, némi folytonossági hiba van Carter és Mitchell rangjában. A stáblistán mindketten alezredesként jelennek meg, azonban amikor az F-15-ösökkel repülnek, ezredesi rangjelzés látható egyenruhájukon. Ennek oka, hogy a forgatás során jöttek rá a producerek, hogy mire a film forgalomba került, addigra Cartert már előléptették az Atlantisz epizódjai során. Az Atlantisz 5. évadjának premierjében Sam – már ezredesként – elhagyja Atlantiszt, hogy részt vehessen a szimbióta eltávolítási szertartásán, a film története így nagyjából egy évvel a Csillagkapu: Az igazság ládája eseményei után helyezhető el az időben.

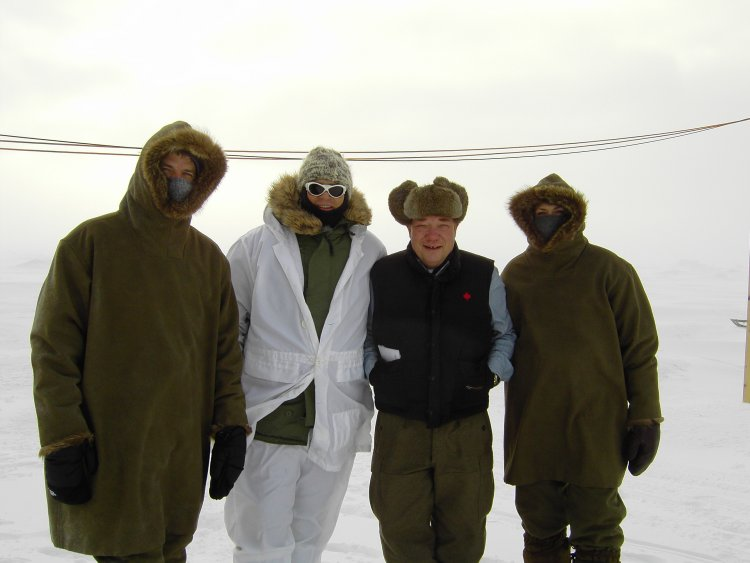
Amanda Tapping, Richar Dean Anderson, Ben Browder és Barry L. Campbell az Északi-sarki forgatáson

Az eredeti tervek szerint a film a Tok’ra városban kezdődött volna, de Brad Wright végül úgy döntött, inkább a Csillagkapu Parancsnokság legyen a kezdő helyszín, amint a CSK-1 megjelenik. Amikor Jack O'Neill szövegét írták, Wright megpróbált természetesnek ható sorokat alkotni. Az ötlet, hogy sok visszatérő szereplőt vonjanak be a film történetébe, a régi rajongók meghódítása miatt született. Több korábbi terven változtattak még a felvételek során: az Achilles meg nem nevezett kapitányának kiléte már akkor lelepleződött volna, amikor a CSK-1 visszautazik a Földre; illetve Richard Dean Anderson nem jelent volna meg már a film elején, ahol megölték, csak az Antarktiszon az alternatív idővonalban.
Egyéb elfoglaltságai miatt Michael Shanks nem tudott rész venni az Északi-sark felvételein, bár a hajón ott volt Mitchell és Carter mellett az előzőleg már felvett jelenetekben. A probléma megoldására Wright találta ki Jackson fagyási sérüléseit, melyek miatt nem tarthatott társaival. Wright kommentárja szerint az ehhez hasonló jeleneteket időhiány miatt a Csillagkapu vagy a Csillagkapu: Atlantisz sorozatokból ki kellett volna vágni, ám a hosszabb filmben meg tudták tartani őket.

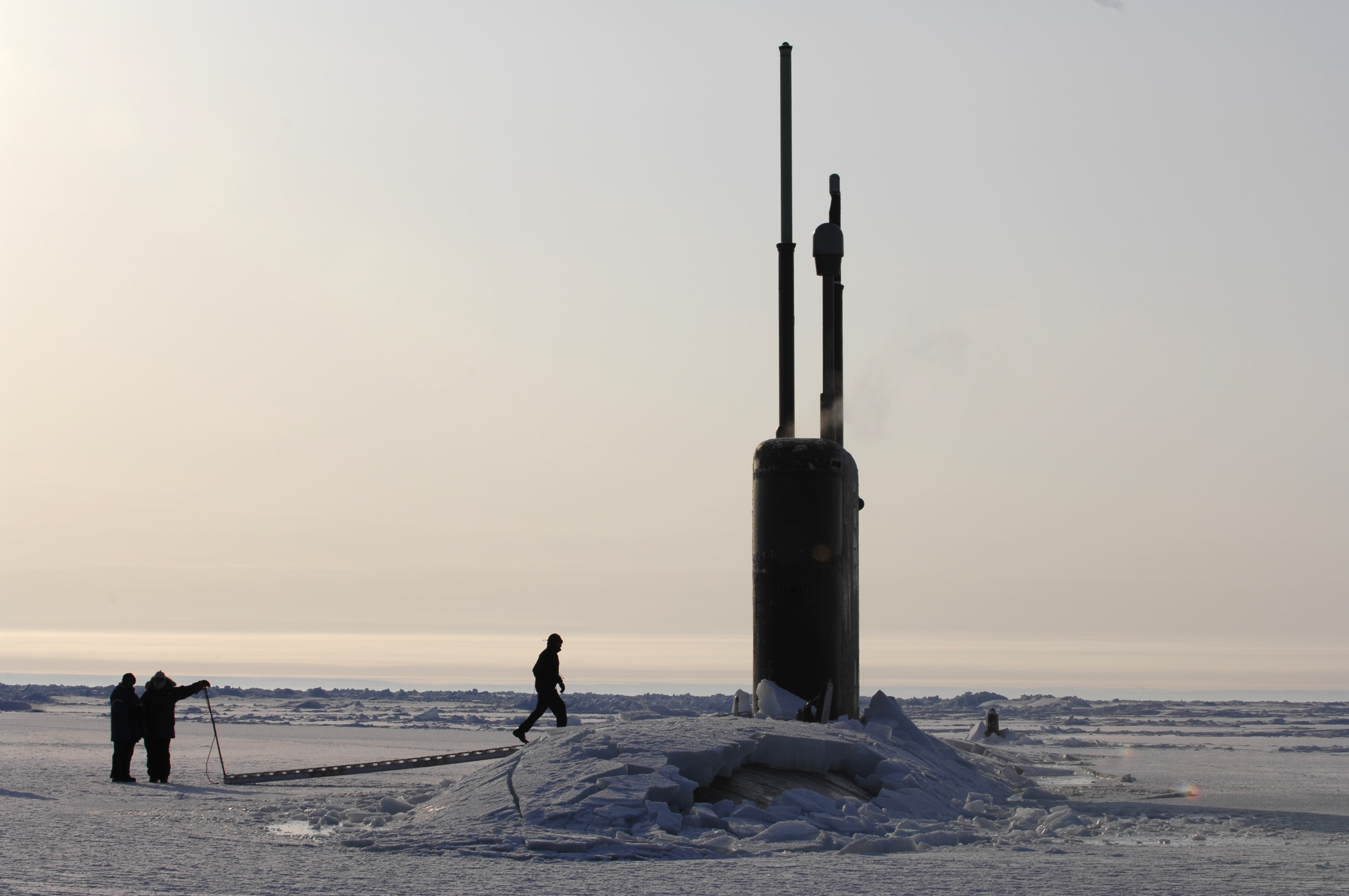
USS Alexandria

A film több jelenetét az Egyesült Államok Haditengerészetének Északi-sarki bázisán vették fel, nagyjából 370 km-re Alaszkától. A jelenetekben Richard Dean Anderson, Amanda Tapping és Ben Browder vett részt, melyeket 2007. március 23. és 29. között vettek fel. A filmben látható a USS Alexandria nevű tengeralattjáró is, mely a CSK-1-et mentette meg. Az Északi-sarki felvételek között vannak a jégen, az Alexandrián illetve a tengeralattjáróval a háttérben felvett jelenetek. A szűkös lehetőségek miatt ezeket a felvételnél csak a három színész és négy stábtag volt jelen. Martin Wood is szerepelt itt egy jelenetben (Wood őrnagy), illetve a stáb egy másik tagja is. Az Alexandria kapitánya, Mike Bernacchi és emberei saját maguk alakították a hajó legénységét. Barry L. Campbell, aki a Haditengerészet Északi-sarki tengeralattjáró-műveletek irányítója szintén szerepet kapott egy matrózként. Brad Wright író pedig F-15-ös pilótaként tűnt fel a filmben.
A forgatások 19 napig tartottak, plusz 5 forgatási nap az Északi-sarkon. A produkció bekerült a Guinness Rekordok Könyvébe az északon legtávolabb készült forgatás kategóriájában. A filmet Paul McCann és Anthony Huntrod emlékének ajánlották, akik a film forgatásának idején vesztették életüket egy, a HMS Tireless tengeralattjárón történt baleset során.

## Fogadtatás
A film bemutatója 2008. július 25-én volt a San Diego Comic-Con rendezvényen a szereplők részvételével. 2008. július 29-én került forgalomba DVD-n és Blu-ray-en. Ausztráliában és az Egyesült Királyságban 2008 augusztusában került forgalomba, majd a Sky One brit tv-csatornán augusztus 12-én került adásba. Az Egyesült Királyságban és Írországban a sugárzás 543 ezer nézőt vonzott, amivel a Sky One csatorna top tízes listájának első helyére került. A produkció több mint 8 millió dolláros bevételt hozott az Egyesült Államokban. A SyFy-on 2009. április 3-án került műsorra.
A Sky Entertainment szerint a film teljesen élvezhető. A Sci Fi Cool kritikusa azt írta: „ugyanúgy végződik, mint a legtöbb – ha nem az összes – CSK epizód: elégedett vagy és többet akarsz.” Christopher Monfette az IGN-től 10-ből 7-re értékelte a filmet. Véleménye szerint a film megfelelő, bár nem egészen üti meg a legjobb sci-fik szintjét. A DVD Talk véleménye azt volt, hogy túl kicsi volt a költségvetés az ötletek jó kidolgozásához. Mark Wilson, az About.com munkatársa úgy nyilatkozott, a film csak egy újabb lehetőség volt a producerek számára, hogy visszahozhassák kedvenc szereplőiket, de összességében erőteljes produkció. A GateWorld szerint „nagyszerű mozi”, és jobb, mint a Csillagkapu: Az igazság ládája. Dean Winkelspecht azt állította, a Stargate: Continuum az év „egyik legjobb DVD-re kiadott filmje”.
A film megnyerte a 2008. évi High-Def Disc-díjat a Legjobb nem mozifilm Blu-ray kategóriában. A produkciót hat Constellation-díjra jelölték 2008-ban, melyekből egy díjat nyert meg Claudia Black a Legjobb női előadó science-fiction filmben, TV műsorban vagy minisorozatban. 2009-ben további tizenegy Leo-díjra is jelölték, melyekből három díjat nyert el a csapat: Brad Wright a Legjobb forgatókönyv folytatásos drámában, Michael Shanks a Legjobb férfi főszereplő folytatásos drámában, valamint Paul Sharpe, Iain Pattison és Graeme Hughes a Legjobb hangtechinka folytatásos drámában kategóriákban.
A Stargate: Continuum és a Csillagkapu: Az igazság ládája című filmek 2009. március 3-án kerültek forgalomba dupla DVD-n és Blu-ray-en is.
Egy harmadik Csillagkapu-film volt tervezés alatt, Stargate: Revolution címmel.

## Külső hivatkozások
- Hivatalos oldal
- Csillagkapu: Continuum a PORT.hu-n (magyarul)
- Csillagkapu: Continuum az Internetes Szinkronadatbázisban (magyarul)
- Csillagkapu: Continuum az Internet Movie Database-ben (angolul)
- Csillagkapu: Continuum a Rotten Tomatoeson (angolul)
- Csillagkapu: Continuum a Box Office Mojón (angolul)
- Hivatalos MGM weboldal  Archiválva 2014. augusztus 13-i dátummal a Wayback Machine-ben
- Abydos Gate Fórum
- Stargate: Continuum az Internet Movie Database oldalon (angolul)